# 1985

## Події
- 1 січня
  - Створена система доменних імен Інтернету.
  - Гренландія виведена з Європейського економічного співтовариства.
  - Перша мережа мобільних телефонів Великої Британії, запущена компанією Vodafone.
- 13 січня — Пасажирський потяг скотився в яр в Ефіопії, загинули 428 людей. Це найгірша залізнична катастрофа в Африці.
- 15 січня — Танкредо Невіс обраний президентом Бразилії.
- 20 січня — Рональд Рейган в приватному порядку складає присягу (оскільки 20 січня випало в неділю) на другий термін президента Сполучених Штатів
- 21 січня — Президент Рональд Рейган публічно складає присягу
- 27 січня — утворюється Організація економічного співробітництва (ОЕС).
- 28 січня — США для Африки записали благодійний сингл-альбом «Ми — світ».
- 4 лютого — Кордон між Гібралтаром та Іспанією відкривається вперше після того, як Франсиско Франко закрив його в 1969 році.
- 11 березня — Горбачов Михайло Сергійович стає генеральним секретарем ЦК КПРС;
- 2 червня — в результаті сильних злив затопило деякі райони Києва.
- 8 травня — відкриття Пам'ятника Героям Ельтигенського десанту у м. Керч.
- 16 травня — указ Президіуму Верховної Ради СРСР «Про посилення боротьби із пияцтвом», що стало початком антиалкогольної компанії.
- 13 липня — на змаганнях в Парижі Сергій Бубка вперше подолав в стрибках з жердиною висоту 6 метрів.
- 19 вересня — землетрус в Мехіко, в результаті підземних поштовхів силою 8,1 балів загинули близько дев'яти тисяч чоловік, десятки будівель були повністю зруйновані
- 20 листопада — вийшла Microsoft Windows 1.0
- Гарі Каспаров став чемпіоном світу з шахів, вигравши в Анатолія Карпова
- Заснована китайська компанія ZTE

## Народились
Дивись також Категорія:Народились 1985
- 2 січня — Ісмаель Бангура, гвінейський футболіст.
- 4 січня — Наталія Гордієнко, українська співачка.
- 7 січня — Льюїс Гамільтон, британський автогонщик, пілот Формули-1.
- 11 січня — Кадзукі Накадзіма, японський автогонщик, пілот Формули-1
- 12 січня — Артем Мілевський, український футболіст.
- 16 січня — Святослав Гринчук, український журналіст, ведучий ранкових випусків ТСН.
- 23 січня — Даутцен Крус, нідерландська супермодель.
- 24 січня — Саша Жан-Батист, шведська хореографка, танцівниця й шоу-продюсерка.
- 25 січня — Тіна Кароль, українська співачка.
- 29 січня — Rag'n'Bone Man, англійський співак та автор пісень.
- 3 лютого — Олександр Алієв, український футболіст.
- 5 лютого — Кріштіану Роналду, португальський футболіст
- 6 лютого — Крістал Рід, американська акторка.
- 20 лютого — Волкова Юлія, російська співачка.
- 25 лютого — Андрій Федінчик, український актор театру, кіно та дубляжу.
- 6 березня 
  - Віталій Козловський, український співак.
  - Олексій Порошенко, український політик, старший син п'ятого Президента України Петра Порошенка.
- 9 березня — Пастор Мальдонадо, венесуельський автогонщик.
- 13 березня — Еміль Гірш, американський актор.
- 22 березня — Наталія Жижченко, українська музикантка, авторка пісень, солістка гурту «ONUKA».
- 26 березня:
  - Джонатан Ґрофф, американський актор та співак.
  - Кіра Найтлі, англійська акторка та модель.
- 28 березня — Стен Вавринка, швейцарський професійний тенісист, олімпійський чемпіон.
- 3 квітня — Леона Льюїс, британська співачка, авторка пісень та захисниця прав тварин.
- 8 квітня — Ілля Прусікін, російський музикант і відеоблогер .
- 14 квітня — Олена Костевич, українська спортсменка зі стрільби з пневматичного пістолета, олімпійська чемпіонка.
- 17 квітня: 
  - Люк Мітчелл, австралійський актор і модель.
  - Руні Мара, американська кіноакторка.
- 18 квітня — Владіслав Левицький, український співак (пом. в 2015).
- 19 квітня - Валон Беграмі, швейцарський футболіст косоварського походження.
- 22 квітня — Ксенія Симонова, українська художниця в жанрі пісочної анімації.
- 26 квітня — Артем Федецький, український футболіст.
- 30 квітня — Галь Гадот, ізраїльська акторка та модель.
- 12 травня — Ліка Роман, українська модель. Міс Україна 2007.
- 24 травня — Василь Кобін, український футболіст, тренер.
- 25 травня — Алексіс Тексіс, американська порноакторка.
- 27 травня — Дмитро Дубілет, український бізнесмен, співзасновник мобільного банку Monobank.
- 28 травня:
  - Віктор Гевко, український комічний актор, сценарист, актор скетч-шоу «Країна У».
  - Кері Малліган, британська акторка театру та кіно.
- 3 червня — Микита Каменюка, український футболіст.
- 4 червня — Бар Рафаелі, ізраїльська топмодель.
- 11 червня — Інна Цимбалюк, українська фотомодель, телеведуча, Міс Україна — Всесвіт-2006.
- 12 червня — Дейв Франко, американський актор, сценарист, режисер і продюсер.
- 18 червня — Алекс Гірш, американський аніматор, сценарист, актор озвучування та телевізійний продюсер.
- 21 червня — Лана Дель Рей, американська співачка й авторка пісень.
- 27 червня — Ніко Росберг, німецький автогонщик, пілот Формули-1.
- 30 червня:
  - Майкл Фелпс, колишній американський плавець.
  - Коді Роудс, американський професійний реслер.
- 1 липня — Леа Сейду, французька акторка і модель.
- 4 липня — Віталій Салій, український актор театру та кіно.
- 8 липня 
  - Соня Кошкіна, українська журналістка, співвласниця і шеф-редакторка інтернет-видання «Лівий берег».
  - Сніжана Бабкіна, українська акторка театру та кіно, танцюристка.
- 10 липня:
  - Наталя Гоцій, українська модель.
  - Маріо Гомес, німецький футболіст, нападник.
- 20 липня — Євген Селезньов, український футболіст.
- 29 липня — Цимбалістий Михайло, український військовик.
- 4 серпня 
  - Даша Астаф'єва, українська модель і співачка. Екс-солістка гурту «NikitA».
  - Арам Арзуманян, український актор театру і кіно.
  - Лідія Бачич, хорватська поп-співачка.
- 9 серпня — Анна Кендрік, американська акторка театру і кіно.
- 12 серпня — Юлія Магдич, українська дизайнерка.
- 17 серпня — Ганна Саліванчук, українська акторка театру та кіно.
- 31 серпня — Мухаммед ібн Салман, спадковий принц Саудівської Аравії.
- 4 вересня - Рауль Альбіоль, іспанський футболіст.
- 17 вересня — Альона Омаргалієва, українська співачка, учасниця дуету Тамерлан і Альона.
- 1 жовтня - Бідняк Іван Олександрович, український стрілець, майстер спорту міжнародного класу України з кульової стрільби.
- 15 жовтня 
  - Денис Бігус, український журналіст.
  - Анастасія Коротка, українська телеведуча і акторка.
- 25 жовтня — Ciara, американська співачка, авторка пісень, музична продюсерка, танцюристка, акторка, модель, режисерка кліпів.
- 26 жовтня - Асін Тотумкал, індійська акторка.
- 16 листопада — Санна Марін, фінська політична діячка, президент Фінляндії.
- 30 листопада:
  - Тарас Шелестюк, український професійний боксер. Бронзовий призер Олімпійських ігор.
  - Кейлі Куоко, американська кіноакторка, модель.
- 6 грудня — Дульсе Марія, мексиканська акторка і співачка.
- 7 грудня — Ольга Коробка, українська важкоатлетка.
- 8 грудня — Двайт Говард, американський професійний баскетболіст.
- 14 грудня — Оля Цибульська, українська співачка, теле- та радіоведуча.
- 19 грудня — Гарі Кегілл, англійський футболіст.

## Померли
Дивись також Категорія:Померли 1985, Список померлих 1985 року
- 19 січня — Федір Кузьмич Чеботарьов, голова виконкому Київської міської ради у 1946-47 (*1904)
- 25 січня — Антоні Кумелья, іспанський художник-кераміст.
- 5 лютого — Гавриш Іван Степанович, український бандурист, педагог, біолог, актор-аматор(*1901)
- 6 лютого — Наталя Львівна Забіла, українська письменниця, поетеса. (*1903)
- 3 березня — Всеволод Петрович Рождественський, композитор, диригент Київського Драматичного Театру ім. І. Франка. («Пісня про щиру любов», «Сонячним шляхом», «За двома зайцями»)(*1918)
- 5 березня — С. Ф. Саєнко, український мистець-декоратор (*1899)
- 6 березня — Микола Йосипович Сильванський, український піаніст, композитор, педагог (*1916)
- 14 березня — Антон Комар, український фізик
- 25 березня — Марк Шагал, французький художник-сюрреаліст і графік (*1887)
- 8 липня — Саймон Сміт Кузнець, американський економіст, лауреат Нобелівської премії 1971року (*1901)
- 10 липня — Петро Васильович Прохоров, мордовський прозаїк-реаліст (*1923)
- 4 вересня — Василь Семенович Стус, український поет, перекладач, прозаїк, літературознавець, правозахисник, Герой України (*6 січня 1938)
- 10 жовтня — Юлій Борисович Бріннер, американський актор російського походження.
- 14 жовтня — Еміль Гілельс, радянський піаніст
- 13 листопада — Олександр Іванович Покришкін, пілот-винищувач; перший тричі Герой Радянського Союзу.
- Валер'ян Любомирович Бжезинський, радянський конструктор, розробник проєктів торпедних катерів (*1894)

## Нобелівська премія
- з фізики: Клаус фон Клітцинг — «За відкриття квантового ефекту Хола»
- з хімії: Герберт Аарон Гауптман та Карлі Джером — «За видатні досягнення в розробці прямого методу розшифровки структур»
- з медицини та фізіології: Майкл Стюарт Браун та Джозеф Голдстайн — «За відкриття, що стосуються регуляції обміну холестерину»
- з економіки: Франко Модільяні — «За новаторський внесок в аналіз заощаджень та фінансових ринків»
- з літератури: Клод Сімон
- Нобелівська премія миру: Лікарі світу за запобігання ядерної війни — «За заслуги в інформуванні громадськості і відміні свідомості людства на користь світу»

## Вигадані події
- Події трилогії фільмів Назад у майбутнє.
- Події книги «Воно».